# Podenco Canario
Der Podenco Canario ist eine von der FCI (Nr. 329, Gr. 5, Sek. 7) anerkannte spanische Hunderasse, die auf den zu Spanien gehörenden Kanarischen Inseln beheimatet ist. Sie gehört zur Familie der Podencos.

## Herkunft und Geschichtliches
Der Podenco Canario gehört zur Gruppe der windhundähnlichen, mediterranen Jagdhunde, die man auch im Mittelmeerraum findet. Ähnliche Rassen sind u. a. der Pharaonenhund (Kelb tal-Fenek) von Malta, der Cirneco dell’Etna von Sizilien und die verschiedenen Podencos bzw. Podengos von der Iberischen Halbinsel. Über den Ursprung bestehen einige Unklarheiten: Der 1987 verabschiedete Rassestandard spricht davon, dass der Podenco Canario eine 7000 Jahre alte Rasse altägyptischer Herkunft ist. Dies würde bedeuten, dass er wahrscheinlich auf den ausgestorbenen altägyptischen Tesem zurückgeht. Genauere Belege für diese Behauptung werden allerdings nicht genannt, sondern es wird nur allgemein auf die Ähnlichkeit des Podenco Canario mit altägyptischen Darstellungen verwiesen und es werden die Phönizier, die Griechen, die Karthager und auch die Ägypter selbst für seine Einfuhr auf die kanarischen Inseln verantwortlich gemacht.
Dagegen spricht jedoch die isolierte Lage seiner Heimat, der Kanarischen Inseln, die außerhalb des Mittelmeeres im Atlantik vor der marokkanischen Küste liegen. Die Ureinwohner der Kanaren, die Altkanarier, deren Sprache und Kultur nach der Eroberung der Kanaren durch die Spanier im 15. Jahrhundert fast vollständig ausgelöscht wurde, waren vermutlich Verwandte der heutigen Berber. In der Antike gab es tatsächlich vereinzelte Kontakte der Guanchen mit den Phöniziern und später mit den Römern, die den Kanarischen Inseln auch ihren Namen gaben: Der Name „Islas Canarias“ bedeutet so viel wie „Hundeinseln“, ein Begriff, der auf den römischen Autor Plinius den Älteren zurückgehen soll. Es ist jedoch nicht überliefert, welche Art Hunde die Guanchen gehalten haben, und die Kontakte der antiken Welt mit den Guanchen dürften auch nicht sehr intensiv gewesen sein, denn bis zur Landung der ersten Spanier auf Lanzarote im Jahre 1402 waren die Inseln weitgehend in Vergessenheit geraten.

## Beschreibung
Der Podenco Canario ist ein eleganter Hund mittlerer Größe (bis 64 cm), von länglichem Körperbau, schlank, leicht gebaut und äußerst widerstandsfähig. Podencotypisch sind die auffällig großen Stehohren. Das Knochengerüst ist gut entwickelt. Das Fehlen jeglichen Unterhautfettgewebes erlaubt es, das Relief des Rippenkorbes, die Wirbelsäule und die Hüftknochen zu erkennen. Die Muskulatur ist in hohem Grade entwickelt, trocken. Die Muskelkontraktionen sind durch die Haut sichtbar. Das Fell ist glatt, kurz und dicht in rot, weiß mit rot, das rot dabei in allen Farbvarianten. Podencobesitzer begeistern sich immer wieder an dem eleganten, weitausholenden Trab, der den Eindruck erweckt, der Hund würde schweben.

## Verwendung
Im Ursprungsland wird der Podenco Canario zur Meutejagd auf Kaninchen eingesetzt. Nur dafür wird er gezüchtet. Der Podenco Canario ist sehr sprunggewaltig und überaus trittsicher. Diese Eigenschaften befähigen ihn zur Jagd im schroffen, vulkanischen Gelände seiner Heimatinseln. Es kommen hierbei Meuten mit bis zu zwölf Hunden zum Einsatz. Die Hunde durchstöbern dabei zunächst weiträumig das Gelände, wobei sie vorwiegend ihrem Geruchssinn und ihrem Gehör folgen. Wenn sie ein verstecktes Kaninchen gefunden haben, setzen die Jäger ein Frettchen ein, welches das Kaninchen aus seinem Versteck treibt. Das flüchtende Kaninchen wird dann entweder von den Hunden gefangen oder von den Jägern geschossen, wobei die Jagd mit dem Gewehr nur während einer begrenzten Zeit im Spätsommer zulässig ist.
Der Podenco Canario ist wie alle Podencos nicht nur ein Sichtjäger, sondern er jagt auch nach Gehör oder mit der Nase. Er versteht es auch, diese drei Möglichkeiten perfekt miteinander zu kombinieren.

## Verwendung außerhalb Spaniens
In Mitteleuropa ist es schwierig, ihn artgerecht zu halten. Die Jagd ist nur der Jägerschaft in Spanien, bzw., den Kanaren vorbehalten. Ein paar Podencos Canarios finden in Deutschland einen annähernden Ersatz auf der Hunderennbahn bzw. beim Coursing, wo sie ihren Jagdtrieb kontrolliert ausleben dürfen.
Obwohl der Podenco Canario auf den Kanarischen Inseln eine sehr große Population aufweist, war er außerhalb seines Ursprungsgebietes bis vor kurzem eher wenig bekannt. Dies liegt unter anderem daran, dass er in seiner Heimat fast ausschließlich von Jägern gezüchtet wird, die ihre Hunde aus Kostengründen nicht beim spanischen Zuchtverband RSCE registrieren lassen. Der erste Wurf dieser Rasse ist 2019 im Kennel del Fuego Canario in Deutschland gefallen. Es ist die einzige FCI-Zuchtstätte außerhalb Spaniens und wird vom DWZRV (Deutscher Windhundzucht -und Rennverband) betreut. Der zweite Wurf fiel 2022.
Auch einige der Hunde aus dem Tierschutz  sind inzwischen beim DWZRV (Deutscher Windhundzucht- und Rennverband) registriert. Diese findet man gelegentlich auf der Rennbahn, beim Coursing oder auf Zuchtschauen.